# Télécom Bretagne
 (février 2021).
Télécom Bretagne (anciennement  École nationale supérieure des télécommunications de Bretagne (ENSTB)) est une école d'ingénieurs ayant existé entre 1977 et 2016. À cette date, elle fusionne avec l'École nationale supérieure des mines de Nantes pour créer l’École nationale supérieure Mines-Télécom Atlantique Bretagne Pays de la Loire.
Elle fait partie de l'Institut Mines-Télécom et faisait partie de la Comue Université Bretagne-Loire qui a été dissoute en 2019. Elle est l'une des écoles d'application de l'École polytechnique.
L'école est établie sur deux campus, l'un à Plouzané sur le Technopôle Brest Iroise près de Brest, le second sur la Technopole de Rennes Atalante à Rennes, et dispose d'une antenne à Toulouse.

## Histoire
En 1974, Pierre Lelong, secrétaire d’État aux PTT, décide de l’implantation d’une seconde école nationale des télécommunications qui sera localisée à Brest. La première promotion, composée de 31 étudiants, est accueillie trois ans plus tard. Le campus de Rennes est créé en 1986. Le Groupe des Écoles des Télécommunications (GET) est créé en 1997. L'incubateur d'entreprises de Brest est inauguré en 2000, et celui de Rennes l'année suivante.
La première promotion d'ingénieurs spécialisés en informatique, réseaux et télécoms (formation par apprentissage) sort en 2005. Trois ans plus tard, le GET devient l'Institut Télécom et l’École change son nom de ENST Bretagne (École Nationale Supérieure des Télécommunications de Bretagne) en Télécom Bretagne. En 2012, l'Institut Télécom devient Institut Mines-Télécom. L'observatoire astronomique sur le campus de Brest est inauguré en 2015. En 2017, l'École nationale supérieure des mines de Nantes et Télécom Bretagne fusionnent pour créer l'École nationale supérieure Mines-Télécom Atlantique Bretagne Pays de la Loire, école interne de l'Institut Mines-Télécom.

### Identité visuelle

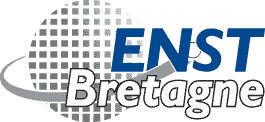
Logo de l'ENST Bretagne
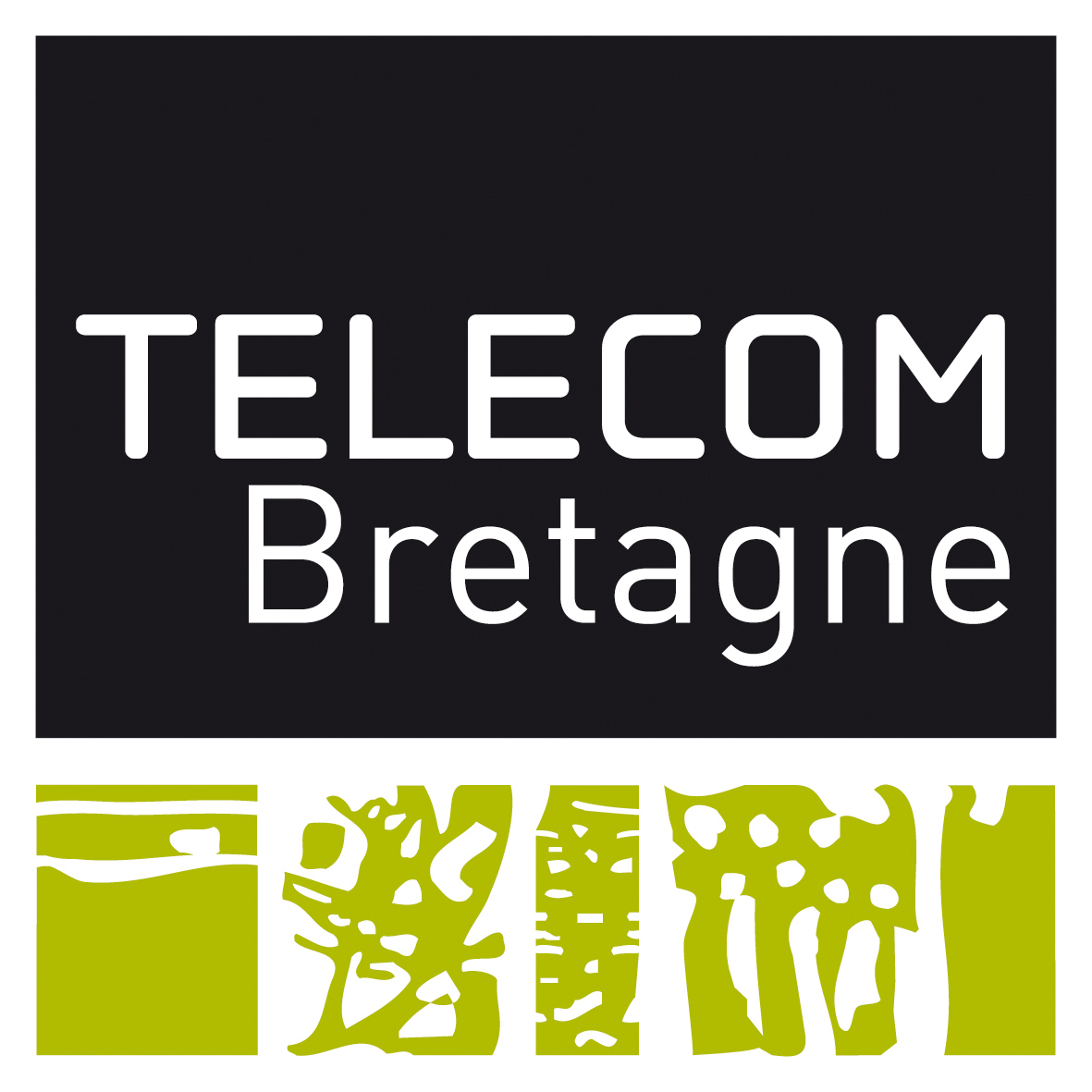
Logo de Télécom Bretagne du 1er janvier 2008 au 31 décembre 2016

### Directeurs successifs
- 1977-1983 : Jacques Raverdy
- 1983-1988 : Jacques Béranger
- 1988-1992 : Alain Rousseau
- 1992-1996 : Francis Jutand
- 1996-2003 : Bernard Ayrault
- 2003-1er septembre 2010 : André Chomette
- 1er septembre 2010-31 mars 2022 : Paul Friedel douze ans la tête de l’établissement (il a mené la fusion entre Télécom Bretagne et Mines Télécom en 2017)

## Formation
Pour les élèves admis en formation ingénieur généraliste (FIG), le cursus se fait en 3 ans et est axé autour de six domaines principaux en 1re et 2e année :
- Mathématiques et traitement du signal
- Électronique et physique
- Informatique
- Réseaux
- Économie et sciences humaines
- Langue et culture internationale

et de 4 filières en 3e année :
- Ingénierie et intégration de systèmes (Brest et Toulouse)
- Systèmes logiciels et réseaux (Brest et Rennes)
- Ingénierie des services et des affaires (Brest et Rennes)
- Systèmes de traitement de l'information (Brest)

Télécom Bretagne accueille aussi des formations de Master recherche, Master professionnel, Mastère spécialisé ou encore des thèses. Télécom Bretagne propose également une Formation d'ingénieur en partenariat avec l'ITII Bretagne (FIP) qui est référencée comme la voie « ingénieur spécialisé » de l'École. Cette filière, ouverte en 2002, forme des ingénieurs opérationnels dès leur sortie de la formation.

## Admission
Le recrutement des élèves-ingénieurs se fait de 4 façons :
- Concours commun pour les élèves sortant des classes préparatoires aux grandes écoles (CPGE).

Le concours d'entrée est le « Concours commun Mines-Ponts ». Les études durent alors trois ans.
- Admission par voie universitaire

Cette procédure d'admission est réservée aux étudiants titulaires d'un diplôme universitaire dans un des domaines de compétence de Télécom Bretagne. Elle permet d'accueillir des étudiants titulaires d'une licence L3 (25 places disponibles) et d'un master M1 ou équivalent (25).
- Admission en apprentissage

Cette procédure d'admission donne accès à une filière spécialisée, parallèle à la filière généraliste. Ce recrutement se fait sur dossier à l'issue du DUT Réseaux et Télécommunications - R&T (anciennement DUT Génie des Télécommunications et Réseaux - GTR), de DUT Informatique, du BTS (comme le BTS IRIS) et de classes préparatoires ATS et TSI.
- École Polytechnique

Cette procédure d'admission est réservée aux élèves de l'École polytechnique qui souhaitent obtenir un double diplôme Polytechnique-Télécom Bretagne.

## Recherche
La recherche est structurée en neuf départements d'enseignement et de recherche :
- Électronique (Brest)
- Informatique (Brest)
- Image et traitement de l'information (Brest)
- Langues et culture internationale
- Logique des usages, sciences sociales et sciences de l'information (Brest, Rennes)
- Micro-ondes (Brest)
- Optique (Brest)
- Réseaux, sécurité et multimédia (Rennes, Brest)
- Signal et communications (Brest)

Télécom Bretagne dispose de laboratoires de recherche reconnus, et participe à plusieurs autres avec d'autres organismes de recherche et universités. Parmi ceux-ci :
- l'IRISA (Institut de recherche en informatique et systèmes aléatoires) unité mixte de recherche CNRS, en partenariat avec l'ENS Rennes, l'Inria, l'INSA de Rennes, l'Université de Bretagne Sud, l'Université de Rennes 1 et CentraleSupélec ;
- le Lab-STICC (Laboratoire des sciences et techniques de l'information, de la communication et de la connaissance), mixte CNRS, en partenariat avec l'Université de Bretagne occidentale et l'Université de Bretagne Sud et consacré aux sciences et technologies de l'information, de la communication et de la connaissance ;
- le laboratoire Foton (optique), avec l'INSA de Rennes, l'ENSSAT Lannion et l'Université Rennes 1 ;
- la Latim, unité INSERM, en collaboration avec le CHU de Brest et l'Université de Bretagne Occidentale dans le domaine des STIC appliquées à la médecine et à la santé;
- le laboratoire ICI (Information Coordination Incitation), en partenariat avec l'Université de Bretagne occidentale et consacré aux sciences économiques et de gestion. Il fait partie du groupement d'intérêt scientifique Marsouin.

L'activité de recherche s'exprime également dans la participation active à deux Pôles de compétitivité à vocation mondiale : le Pôle Images et Réseaux et le Pôle Mer Bretagne, ainsi qu'au travers du Pôle de recherche et d'enseignement supérieur Université européenne de Bretagne.

## Campus de Télécom Bretagne

### Campus de Brest
Le campus de Brest, situé à Plouzané en bord de mer, est implanté dans la technopôle Brest-Iroise à proximité d'autres établissements d'enseignement supérieur (ENIB et ESIAB).

### Campus de Rennes
Le campus de Rennes se situe à Cesson-Sévigné au sein du Rennes Atalante à proximité de centres de recherches et développement de grands groupes (Orange, Technicolor...) ou de PME/PMI innovantes dans des domaines tels que l'image, les réseaux, les objets connectés et la cybersécurité (Broadpeak, Enensys, NexGuard, Kerlink) ainsi que de l'Institut de recherche technologique b<>com. Les options de 3e année recouvrent les domaines des « Réseaux », des « Affaires internationales » et des « Affaires et banque-finance ».

### Toulouse
Les enseignements du Mastère spécialisé « Space Communications Systems » (avec l'ISAE, l'ENSEEIHT et Télécom SudParis) ont lieu à Toulouse.

## Les associations des élèves
- Bureau des Élèves (BDE)
- Bureau des Sports (BDS)
- Bureau des Arts (BDA)
- Bureau du Développement Durable (BDD)
- Junior Atlantique (Junior-Entreprise)
- Erasmus Student Network (ESN)
- Gala
- Atlantique Sans Frontières (Association humanitaire)
- ResEl (Réseau des élèves de TELECOM Bretagne) (site officiel)

## Élèves notables
- Pierre Gattaz (p. 83) : PDG de Radiall ; président du Medef ;
- Jean-Marc Jézéquel (p. 86) : Directeur de l'IRISA ;
- Imad Sabouni (p. 87) : ancien PDG de Syrian Telecom et ministre syrien des télécommunications ;
- Nicolas Colin (p. 2000) : cofondateur de l'incubateur The Family ;
- Louis-San (p. 2019) : youtubeur à succès;